# Aerobus (транспортная система)
Aerobus (аэробус) — двухпутная подвесная канатная дорога с самоходными вагонами и неподвижными канатами, которые позже были заменены двумя алюминиевыми рельсами. 
Построена в 1970 годах в Швейцарии по проекту инженера Герхарда Мюллера, эксплуатировалась до 1987 года.  

## История
В 1970 году в Швейцарии на Цюрихском озере была запущена первая опытная ветка двухпутной подвесной канатной дороги. 
В отличие от монорельса, который обычно имеет самонесущую рамную конструкцию, рельсы были подвешены на канатах к предварительно напряжённому несущему канату диаметром 52 мм, натянутому между пилонами. Расстояние между опорами достигало 600 метров, что позволяло значительно уменьшить строительные работы, пересекать транспортные развязки и водные преграды по прямой линии, не занимая больших земельных площадей. Кроме того, подвесная дорога Aerobus использовалась для перевозки грузов в специальных контейнерах.
Позже канаты были заменены двумя алюминиевыми контактными рельсами из алюминиевого сплава «Авиаль», а основой системы стала надземная алюминиевая путевая структура мостового типа с вантовой системой подвешивания на пилонах, аналогичной реализованной при строительстве мостов через пролив Золотые Ворота в Сан-Франциско и Бруклинского в Нью-Йорке. 
В 1974 году был построен второй опытный путь в Дитликоне.
В 1975 году установка, прошедшая испытания на Цюрихском озере, была продана в Канаду для горнолыжных курортов St. Anne, где подвесная дорога эксплуатировалась до 1992 года. В том же году был построен ещё один опытный путь протяженностью 2,8 км в Мангейме для Садоводческой ярмарки. За шесть месяцев было перевезено около 2,3 миллиона пассажиров.
В 1976 году истекла лицензия, и дорога была закрыта для пассажиров. После этого дорога находилась в опытной эксплуатации до 1979 года. Система была окончательно демонтирована в 1987 году.  
В 2002 году было подписано соглашение с китайским городом Чунцин на строительство 2,6-километрового пути, а в 2004 китайский город заключил соглашение о строительстве 4,2 километрового пути над уровнем моря, на острове Люгун, с восемью поддерживающими пилонами. Оба этих проекта реализованы не были. 